# Allrakäraste syster (film)
Allrakäraste syster är en kortfilm från 1988 baserad på Astrid Lindgrens saga med samma namn. Filmen visades på bio i Sverige tillsammans med Go'natt Herr Luffare med premiär 3 december 1988.

## Handling
Pappa tycker bäst om mamma och mamma tycker mest om lillebror, men sjuåriga Barbros hemliga tvillingsyster Ylva-li tycker bara om Barbro som hon kallar "allrakäraste syster".

## Rollista
- Elin Elgestad – Barbro
- Ulla Elgestad – Ylva-li
- Anki Lidén – Barbros mamma
- Helge Skoog – Barbros pappa
- Saga Wolgers – Jonas, Barbros lillebror
- Bengt-Åke Byfeldt – Nicko, dvärgen